# North Kawnpui
Nort Kawnpui es un pueblo  situado en el distrito de Kolasib,  en el estado de Mizoram (India). Su población es de 7732 habitantes (2011). 

## Demografía
Según el censo de 2011 la población de Nort Kawnpui era de 7732 habitantes, de los cuales 3892 eran hombres y 3840 eran mujeres. Nort Kawnpui tiene una tasa media de alfabetización del 97,35%, superior a la media estatal del 91,33%: la alfabetización masculina es del 97,24%, y la alfabetización femenina del 97,45%.